# Бохот
Бо̀хот е село в Северна България. То се намира в община Плевен, област Плевен.

## География
Село Бохот се намира на 12 км от областния център Плевен, като може да се стигне или по пътя Радишево-Тученица-Бохот, или да се мине през с. Брестовец. В близост има язовир и гора, а почвите са плодородни. Бохотската гора е известна на плевенчани като парк „Кайлъка“, тъй като продължава километри по поречието на река „Тученишка“ и граничи с града. Облагородената ѝ част е обособена като огромен парк и е любимо място за разходки. От страната на селото гората предлага условия за лов и гъбарство.

## История
Според преданието 9 души хайдути от Трояно-Ловешкия „Среброструй“ били прогонени в Бохотската гора, която сега е обявена за парк на Плевен. От кое село и град са тези хайдути преданието не може да установи, но Плевен и околните села знаят много добре за подвизите им. Колко години са хайдутствали също не може да се каже, но като им дотегнало, помолили за амнистия от турското правителство и като я получили се отдали на мирен и уседнал живот. Войводата си взел жена от с. Къшин, а момите от това село, като видели тяхната другарка как била накичена на сватбата със златни и сребърни накити, се оженили за останалите хайдути. Като се установили се повдигнал въпросът как да нарекат селото и войводата казал: „Ще замръкнем тази нощ и от природата каквото чуем, така ще назовем селото си.“ И понеже били близо до Кайлъка, чули, че един бухал издавал звук „Бух-Бу-Бу“, зарадвали се и казали: „Така ще кръстим селото си, Бухот.“
Малко време е обитавано това място, понеже не е имало къде да бъдат разработени пасища и ниви. Намерили по-подходяща локация на един километър югазападно от днешното село Бохот, в местността „Селище“. Не е известно колко време е живяно там (вероятно около 350 – 370 г.), но се знае, че през 1796 година върлувала чума и уморила почти цялото село. Останали живи 7 – 8 семейства, които се заселили в днешния Бохот. По онова време на мястото имало гъста и непроходима гора, наричана „Самодивско бранище“. Вярвало се, че самодивите са дух и че чумата е дух, следователно няма да ги напада. Това вярване не било оправдано, защото имало още три, макар и по-слаби епидемии – през 1810, 1834 и 1837 година.

## Религия
На 20-ти юли 2016 година, Илинден, е осветен параклисът „Свети пророк Илия“ от Плевенския митрополит Игнатий. Параклисът е построен на мястото на разрушената през комунизма черква в селото - една от най-старите черкви в района, изградени от камък.
Бохот е част от Плевенска епархия на Българската православна църква.

## Култура
В селото има основно училище – ОУ „Антон Страшимиров“. В училището има класове от 1 до 4, както и занималня за ученици 5 – 7 клас.
В село Бохот има и читалище – „Христо Ботев 1927 - Бохот“.

## Редовни събития
Съборът на селото се провежда на 3 август.

## Други
Тук за първи път се извършва обща анестезия в България. Извършена е през 1878 г. (при обсадата на гр. Плевен) от Пирогов. Използваният анестетик е хлороформ.

## Личности
- Георги Бенчев Генов (1947 – 2018), заместник-началник на ВВУАПВО „Панайот Волов“-Шумен, ръководител на катедра в Шуменски университет „Епископ Константин Преславски“